# Poziomica (matematyka)
Poziomica lub warstwica – zbiór punktów dziedziny funkcji rzeczywistej wielu zmiennych rzeczywistych, dla których przyjmuje ona tę samą wartość.
Innymi słowy, dla funkcji
{\displaystyle f\colon \mathbb {R} ^{n}\to \mathbb {R} }
jest to zbiór postaci
{\displaystyle \{(x_{1},\dots ,x_{n})\colon f(x_{1},\dots ,x_{n})=c\},}
gdzie {\displaystyle c} jest pewną liczbą rzeczywistą.

## Związek z gradientem

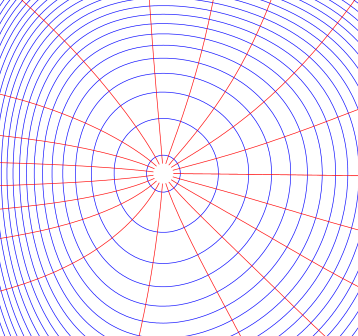
Niech dana będzie funkcja o wykresie przypominającym wzgórze. Wówczas niebieskie krzywe są poziomicami, czerwone zaś skierowane są zgodnie z gradientem.

TwierdzenieGradient {\displaystyle f} w punkcie {\displaystyle \mathrm {p} } jest prostopadły do poziomicy {\displaystyle f} w tym punkcie.
Aby zrozumieć o czym mówi to twierdzenie, wystarczy wyobrazić sobie dwóch wspinaczy będących w tym samym miejscu góry. Jeden z nich jest śmiały i decyduje się iść w kierunku największego nachylenia. Drugi jest ostrożniejszy: nie chce się ani wspinać, ani schodzić – wybierze więc drogę na tej samej wysokości. Wyrażone w tym języku powyższe twierdzenie mówi, że każdy ze wspinaczy wyruszy w kierunku prostopadłym do drugiego.
DowódPoziomica przechodząca przez {\displaystyle \mathrm {p} } to {\displaystyle {\big \{}\mathrm {x} \colon f(\mathrm {x} )=f(\mathrm {p} ){\big \}}.} Niech dana będzie krzywa {\displaystyle \mathbf {g} (t)} na poziomicy przechodząca przez {\displaystyle \mathrm {p} ,} dla której {\displaystyle \mathbf {g} (0)=\mathrm {p} } (przyjęcie tego założenia nie zmniejsza ogólności rozważań). Wówczas
{\displaystyle f{\big (}\mathbf {g} (0){\big )}=f(\mathrm {x} )=c.}
Różniczkując powyższą równość w {\displaystyle t=0} za pomocą reguły łańcuchowej, otrzymuje się
{\displaystyle \mathbf {J} _{f}(\mathrm {p} )\cdot \mathbf {g} '(0)=0,}
przy czym macierz Jacobiego {\displaystyle f} w punkcie {\displaystyle \mathrm {p} } jest w istocie gradientem w {\displaystyle \mathrm {p} ,} tzn.
{\displaystyle \nabla f(\mathrm {p} )\cdot \mathbf {g} '(0)=0.}
Z własności iloczynu skalarnego wynika, że gradient {\displaystyle f} w punkcie {\displaystyle \mathrm {p} } jest prostopadły do stycznej {\displaystyle \mathbf {g} '(0)} do krzywej {\displaystyle \mathbf {g} } (a więc i poziomicy) w tym punkcie. Ostatecznie ponieważ krzywa {\displaystyle \mathbf {g} } mogła być wybrana dowolnie, to gradient istotnie jest prostopadły do poziomicy.
Konsekwencją tego twierdzenia jest, że jeśli poziomica przecina się (dokładniej, nie jest gładką podrozmaitością, czy hiperpowierzchnią), to wektor gradientu musi być zerowy we wszystkich punktach przecięć. W ten sposób każdy taki punkt jest punktem krytycznym {\displaystyle f.}